# Фричовце
Фричовце або Фрічовце (словац. Fričovce) — село в Словаччині, Пряшівському окрузі Пряшівського краю. Розташоване в північній частині східної Словаччини, в південно-західній частині Шариської височини в долині потока Велика Свинка.
Уперше згадується у 1320 році.

## Культурні пам'ятки
- римо-католицький костел з 1737–1738 років у стилі пізнього бароко,
- садиба з 1623–1630 років у стилі ренесансу, перебудована в 1840 році та в 1953–1955 роках,
- каплиця з 1737–1738 років.

## Населення
| Рік:            | 1994. | 2004.   | 2014.   | 2024.   |
| --------------- | ----- | ------- | ------- | ------- |
| Кількість осіб: | 1060  | 1079    | 1116    | 1117    |
| Різниця:        |       | +1,79 % | +3,42 % | +0,08 % |

| Рік:            | 2023. | 2024.   |
| --------------- | ----- | ------- |
| Кількість осіб: | 1133  | 1117    |
| Різниця:        |       | -1,41 % |

У селі проживає 1 143 осіб.